# Municipio de Flagg
El municipio de Flagg (en inglés, Flagg Township) es un municipio del condado de Ogle, Illinois, Estados Unidos. Tiene una población estimada, a mediados de 2023, de 13 168 habitantes.

## Geografía
Está ubicado en las coordenadas 41°56′10″N 89°6′59″O / 41.93611, -89.11639. Según la Oficina del Censo, tiene una superficie total de 92.3 km², de los cuales 92.1 km² corresponden a tierra firme y 0.2 km² están cubiertos de agua.

## Demografía
Según el censo de 2020, en ese momento había 13 296 personas residiendo en la zona. La densidad de población era de 144.4 hab./km². El 70.88% de los habitantes eran blancos, el 2.15% eran afroamericanos, el 1.35% eran amerindios, el 0.71% eran asiáticos, el 13.01% eran de otras razas y el 11.91% eran de una mezcla de razas. Del total de la población, el 28.23% eran hispanos o latinos de cualquier raza.